# Ecgonină
Ecgonina este un alcaloid tropanic întâlnit în frunzele de coca. Este atât un metabolit, cât și un precursor pentru obținerea cocainei, fiind considerat un compus ilicit.
Din punct de vedere structural, este un derivat de cicloheptan care conține o punte formată dintr-un atom de azot metilat. Este un aminoalcool și acid carboxilic asociat tropinei. Se obține în urma reacției de hidroliză a cocainei în mediu acid sau bazic.